# Фанурий
Фанурий е християнски светец-мъченик от III век. Паметта му се чества на 27 август.  Призоваван е на помощ, при издирване на изгубени вещи.
Особено много почитан в Гърция, Фанурий е смятан за светец-покровител на остров Родос. Традиция разпространена главно на остров Крит, където за него се казва, че е спасил много критяни от сигурна смърт от ръцете на нахлуващите османци, е да бъде изобразяван как убива дракон - характерно за иконите му там от 15 век. В по-ново време мотивът присъства в множество икони, зографисвани от местния художник Ангелос Акотантос.